# Patrick Kluivert
Patrick Stephan Kluivert (Amszterdam, 1976. július 1. –) holland labdarúgó, aki 2008-ban fejezte be az aktív labdarúgást. Posztja csatár volt, játszott az Ajax, a Milan, a Barcelona, a Newcastle United, a Valencia, a PSV Eindhoven és a Lille csapatában is. A holland labdarúgó-válogatottat 1994-től, 2004-ig, tíz éven át erősítette. Összesen negyven gólt ért el válogatott szinten. 2004-ben bekerült a FIFA 100 listájába, ahol a 100 legnagyobb élő labdarúgót gyűjtötték össze.

## Pályafutása

### Kezdetek
Patrick Stephan Kluivert 1976. július 1-jén született Amszterdamban. Édesapja is profi labdarúgó volt, aki Surinameban látta meg a napvilágot, míg az édesanyja Curaçaóban született. Kluivert gyerekként az utcán játszott sokat, majd hétéves korában az Ajax akadémiájára ment nevelkedni. Itt még eleinte hátvédként szerepelt. Pár év múlva a holland U15-ös, az U16-os és U17-es csapatban is bemutatkozhatott.

### Ajax
Kluivert 1994. augusztus 21-én debütált az Ajax felnőttcsapatában, 18 évesen. A meccs a Holland Szuperkupa döntője volt, a Feyenoord ellen. A meccsen 3–0-ra nyertek, és Kluivert szerezte csapata első gólját. Az 1994-95-ös szezonban Bajnokok-ligáját nyertek, a későbbi csapata a Milan ellen (1–0). A döntőn ő szerezte az egyetlen gólt, a 85. percben.
Négy évet töltött el az Ajaxnál, 70 bajnoki meccsén 39 gólt rúgott.

### Milan
1997-ben írt alá az olasz első osztályban szereplő AC Milanhoz. Nagyon jól kezdődött az olaszországi pályafutása, hiszen a Juventus elleni barátságos meccsen rögtön gólt szerzett. Ezután még öt gólt lőtt, mielőtt elhagyta a Barcelona kedvéért Milánót.

### Barcelona
Louis van Gaal, a Barça akkori edzője, nagyban befolyásolta Kluivert váltását, hiszen még az Ajaxnál nagyon sikeres éveket éltek át együtt. Az edző megtalálta társát is a csatársorban, Rivaldo személyében. 1998/99-es bajnokságot sikerült csak megnyerniük, mialatt Kluivert itt játszott. 2004-ben elhagyta Barcelonát, 182 bajnokival a háta mögött, 90 góllal fejezte be spanyolországi szereplését.

### Newcastle United
A következő csapata a Newcastle United volt. 2004. július 21-én írt alá hozzájuk. Gólt rúgott a Chelseanek és a Tottenhamnek is az FA-kupában. Összesen 13 gólt szerzett első szezonjában, abból hatszor a bajnokságban volt eredményes, a többi gólt pedig valamiféle kupasorozatban lőtte. A bajnoki tabellát a 14. helyen zárták. Mégis úgy döntöttek, hogy nem hosszabbítják meg a klub vezetői Kluivert szerződését, így megint új csapat után nézelődhetett.

### Valencia
A befutó a Valencia csapata lett, így egy év angliai kitérő után visszatért Spanyolországba. De itt sem maradt sokáig, hiszen mindössze 10 bajnoki meccsen lépett pályára, és egy gólt lőtt, de kevés játéklehetőség miatt továbbállt.

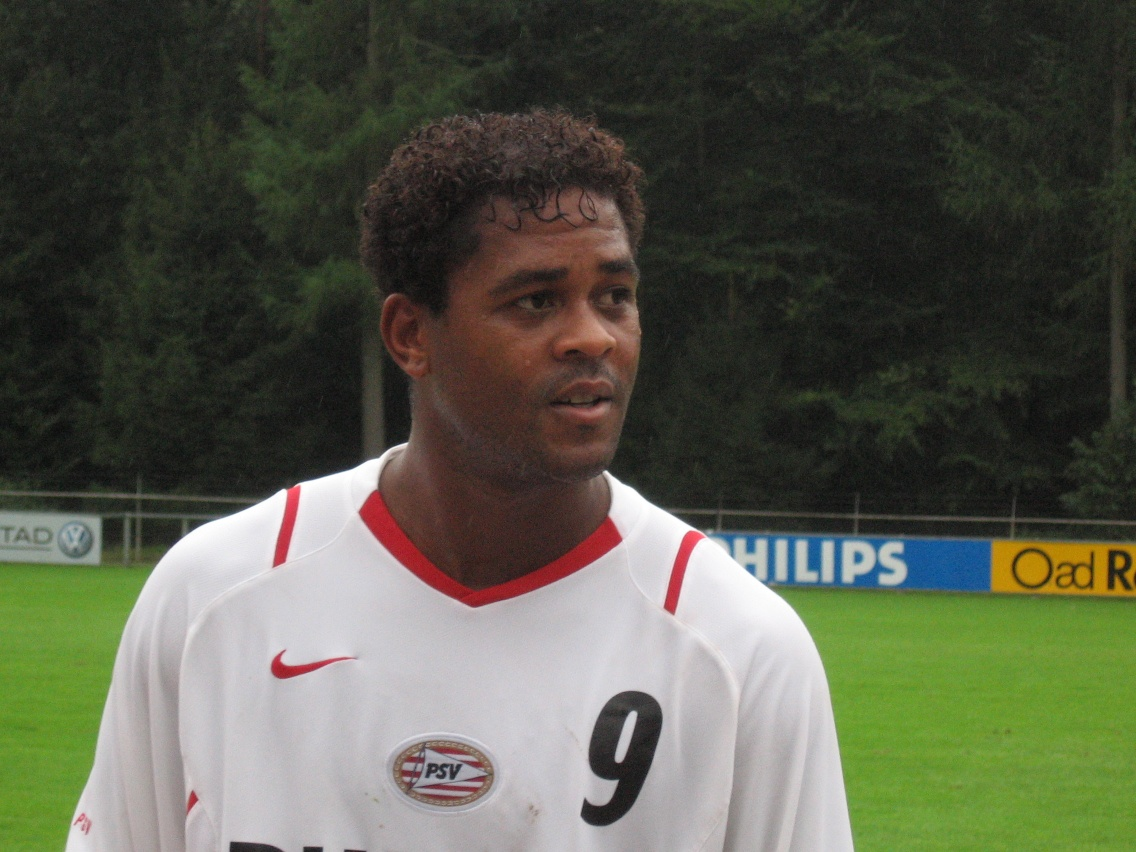
Kluivert 2006 szeptemberében

### PSV Eindhoven
2006. júliusában hazatért szülőföldjére, ellenben a várakozásokkal ellentétben nem a nevelőegyesületét, az Ajaxot választotta, hanem a rivális PSV Eindhoven csapatát. Egyéves szerződést írt alá. Ugyanúgy mint az Ajaxnál, a PSV színeibe is a Feyenoord ellen debütált, hazai pályán (2–1). A meccsen csereként állt be. Az őszi szezonban, a bajnokság első felében, két sérülés is hátráltatta a pályára lépésében. Az Ajax elleni bajnokin, melyet a PSV hazai pályán játszott, Kluivert gólt szerzett, de látványosan nem ünnepelte meg a gólját.
2007 júliusában békésen vált el az eindhoveni vezetőktől miután lejárt a szerződése. 16 bajnokin számoltak vele, ezeken három gólt rúgott. Ezenkívül szerepelt még három Holland Kupa, és két UEFA mérkőzésen is.
Ezután, az angol másodosztályú Sheffield Wednesdaynél volt próbajátékon de végül nem itt kötött ki.

### Lille
Pályafutása utolsó állomáshelye a francia elő osztályban szereplő Lille volt. Ez amolyan levezetés volt már számára. 13 bajnokin játszott, négy gólt szerzett. Tízszer volt kezdő a bajnokságban.

## Válogatott
A holland válogatottban összesen 79-szer szerepelt, és 40 gólt szerzett. Első válogatott tornája, az 1996-os labdarúgó-Európa-bajnokság volt. Később tagja volt az 1998-as labdarúgó-világbajnokságon negyedikként végző holland keretnek is. 2000-ben már természetes volt, hogy a csapattal tart az Európa-bajnokságra, ahol végül gólkirály lett, holtversenyben. A tornát pedig bronzérmesként fejezték be. 2004-ben, a portugáliai Európa-bajnokság volt számára az utolsó torna, ahol az előző Eb-hez hasonlóan harmadikként zártak.

## Statisztikái
| Klub          | Szezon  | Bajnokság | Bajnokság | Kupa | Kupa | Szuperkupa | Szuperkupa | UEFA | UEFA | Válogatott | Válogatott | Összesen | Összesen |
| Klub          | Szezon  | Mérk      | Gól       | Mérk | Gól  | Mérk       | Gól        | Mérk | Gól  | Mérk       | Gól        | Mérk     | Gól      |
| ------------- | ------- | --------- | --------- | ---- | ---- | ---------- | ---------- | ---- | ---- | ---------- | ---------- | -------- | -------- |
| Ajax          | 1994/95 | 25        | 18        | 2    | 1    | 1          | 1          | 10   | 2    | 4          | 1          | 42       | 23       |
| Ajax          | 1995/96 | 28        | 15        | 2    | 1    | 1          | 1          | 11   | 6    | 6          | 3          | 48       | 26       |
| Ajax          | 1996/97 | 17        | 6         | 1    | 0    | —          | —          | 4    | 2    | 4          | 1          | 26       | 9        |
| Milan         | 1997/98 | 27        | 6         | 6    | 3    | —          | —          | —    | —    | 10         | 8          | 43       | 17       |
| Barcelona     | 1998/99 | 35        | 15        | 3    | 1    | —          | —          | —    | —    | 8          | 1          | 46       | 17       |
| Barcelona     | 1999/00 | 26        | 15        | 2    | 1    | 2          | 2          | 14   | 7    | 13         | 14         | 57       | 39       |
| Barcelona     | 2000/01 | 31        | 18        | 5    | 2    | —          | —          | 12   | 5    | 10         | 5          | 58       | 30       |
| Barcelona     | 2001/02 | 33        | 18        | —    | —    | —          | —          | 17   | 7    | 6          | 1          | 56       | 26       |
| Barcelona     | 2002/03 | 36        | 16        | —    | —    | —          | —          | 15   | 5    | 9          | 4          | 60       | 25       |
| Barcelona     | 2003/04 | 21        | 8         | 2    | 0    | —          | —          | 3    | 2    | 9          | 2          | 35       | 12       |
| Newcastle     | 2004/05 | 25        | 6         | 6    | 2    | —          | —          | 6    | 5    | —          | —          | 37       | 13       |
| Valencia      | 2005/06 | 10        | 1         | 1    | 0    | —          | —          | 5    | 1    | —          | —          | 16       | 2        |
| PSV Eindhoven | 2006/07 | 16        | 3         | 2    | 0    | —          | —          | 3    | 0    | —          | —          | 21       | 3        |
| Lille         | 2007/08 | 13        | 4         | 1    | 0    | —          | —          | —    | —    | —          | —          | 14       | 4        |
| Összesen      |         | 343       | 109       | 33   | 11   | 4          | 4          | 100  | 42   | 79         | 40         | 559      | 246      |

## Sikerei, díjai

### Klubcsapat
AFC Ajax
- Holland bajnokság (2): 1994–95, 1995–96
- Holland szuperkupa (2): 1994, 1995
- UEFA-bajnokok ligája (1): 1994–95
- UEFA-szuperkupa (1): 1995
- Interkontinentális kupa (1): 1995

FC Barcelona
- Spanyol bajnokság (1): 1998–99

PSV Eindhoven
- Holland bajnokság (1): 2006–07

### Válogatott
Hollandia
- Európa-bajnokság bronzérem (2): 2000, 2004

## Magánélet
Kluivert felesége, Rosanna, 2007. szeptember 24-én adott életet közös fiúgyermeküknek, a neve Shane Patrick lett. Két idősebb fia Quincy és Justin. Justin az AS Roma futballistája, Quincy pedig a SBV Vitesse játékosa.

## Külső hivatkozások
- Patrick Kluivert (angol nyelven). fifa.com. [2017. július 11-i dátummal az eredetiből archiválva]. (Hozzáférés: 2017. június 17.)
- Patrick Kluivert (angol nyelven). patrick-kluivert.com. [2017. június 6-i dátummal az eredetiből archiválva]. (Hozzáférés: 2017. június 17.)
- Patrick Kluivert (angol nyelven). worldfootball.net
- Patrick Kluivert (angol nyelven). national-football-teams.com